# Roope Riski
Roope Vilhelmi Riski (Askainen, 16 augustus 1991) is een Fins voetballer die doorgaans als aanvaller speelt. Hij is de jongere broer van profvoetballer en international Riku Riski.

## Interlandcarrière
Onder leiding van bondscoach Mika-Matti Paatelainen maakte Riski zijn interlanddebuut voor Finland op 19 januari 2015 in de vriendschappelijke wedstrijd tegen Zweden (0-1), net als Robin Lod (HJK Helsinki) en Johannes Laaksonen (SJK Seinäjoki). Riski nam in dat duel de enige treffer voor zijn rekening.

## Erelijst
HJK Helsinki
- Fins landskampioen

2020
- Fins topscorer

2020 (16 goals)
 SJK Seinäjoki
- Fins landskampioen

2015
- Fins topscorer

2016 (17 goals)
 TPS Turku
- Beker van Finland

2010